# Sahline (délégation)
Sahline est une délégation tunisienne dépendant du gouvernorat de Monastir.
| Hommes | Classe d’âge | Femmes |
| ------ | ------------ | ------ |
| 364    | 75 ou +      | 474    |
| 1 912  | 60-74 ans    | 1 896  |
| 3 108  | 45-59 ans    | 3 064  |
| 3 480  | 30-44 ans    | 3 799  |
| 3 433  | 15-29 ans    | 3 545  |
| 3 819  | 0-14 ans     | 3 591  |